# Olocausto nucleare

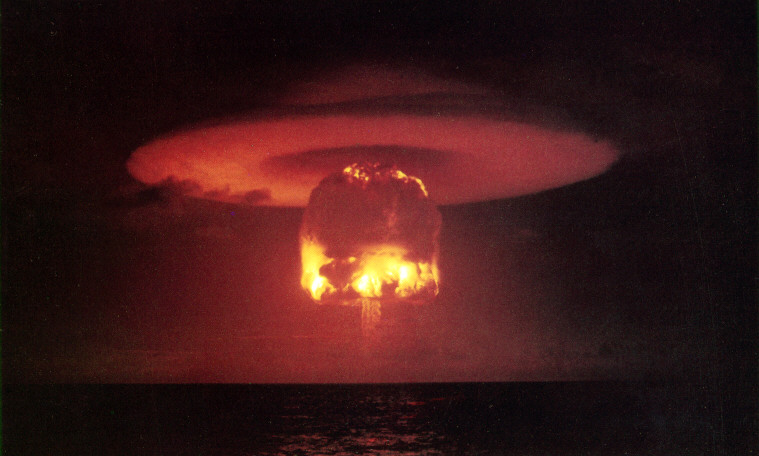
Fungo atomico dell'ordigno della Operazione Castle nel 1954

Un olocausto nucleare (o apocalisse nucleare) è uno scenario teorico riguardante le conseguenze di un conflitto nucleare. Le conseguenze sono: il collasso della civiltà e la ricaduta radioattiva, o fallout. In un tale scenario, una parte o tutta la Terra è resa inabitabile per l'essere umano.
Oltre alla distruzione immediata delle città da parte di esplosioni nucleari, le potenziali conseguenze di una guerra nucleare potrebbero comportare tempeste di fuoco, un inverno nucleare, malattie a causa delle radiazioni diffuse dal fallout, la perdita temporanea di gran parte della tecnologia moderna a causa di impulsi elettromagnetici. Alcuni scienziati hanno ipotizzato che una guerra termonucleare potrebbe portare alla fine della civiltà moderna sulla Terra, in parte a causa di un inverno nucleare di lunga durata. In un modello, la temperatura media della Terra dopo una guerra termonucleare scenderebbe per diversi anni a 7-8 gradi Celsius in media.
Nondimeno, i primi studi della guerra fredda suggerirono che miliardi di esseri umani sarebbero sopravvissuti agli effetti immediati di esplosioni nucleari e radiazioni a seguito di una guerra termonucleare globale. Alcuni studiosi sostengono che la guerra nucleare potrebbe contribuire indirettamente all'estinzione umana attraverso effetti secondari, comprese le conseguenze ambientali, il crollo sociale e il collasso economico. Inoltre, in seguito ad alcuni studi, è stato affermato che anche uno scambio nucleare su scala relativamente piccola tra India e Pakistan, potrebbe causare un inverno nucleare e uccidere più di un miliardo di persone.
Dal 1947, il Doomsday Clock del Bulletin of the Atomic Scientists è stato attivato, e da allora le lancette si sono spostate in base a quanto l'umanità fosse metaforicamente vicina a una guerra nucleare. Il minimo storico - più vicino alla mezzanotte - è stato raggiunto nel 2025, che risulta attualmente l’anno in cui l’umanità si è avvicinata di più all’apocalisse nucleare.
La minaccia di un olocausto nucleare gioca un ruolo importante nel pensiero che gli uomini hanno delle armi nucleari. È presente nel concetto di sicurezza della distruzione reciprocamente assicurata (MAD), ed è uno scenario comune nel survivalismo. L'olocausto nucleare è il tema di molti film ed opere letterarie, specialmente nei generi speculativi come la fantascienza, la narrativa distopica e post-apocalittica.

## Etimologia e utilizzo
La parola "olocausto", derivata dal termine greco "holokaustos" che significa "completamente bruciato", si riferisce a grandi distruzioni e perdite di vite umane, come ad esempio l'olocausto ebraico nella seconda guerra mondiale.
Uno dei primi usi della parola "olocausto" per descrivere uno scenario di distruzione nucleare appare nel romanzo di Reginald Glossop del 1926 The Orphan of Space: "Moscow ... beneath them  ... a crash like a crack of Doom! The echoes of this Holocaust rumbled and rolled ... a distinct smell of sulphur ... atomic destruction". Nel romanzo, un'arma atomica è stata piazzata nell'ufficio del dittatore sovietico che, con l'aiuto tedesco e di alcuni mercenari cinesi, sta preparando la conquista dell'Europa occidentale.

## Probabilità di una guerra nucleare
Nel 2020, il totale delle armi presenti in tutti gli arsenali ammonta a 13 410 ordigni nucleari, migliaia dei quali sono in stato d'allerta e quindi sempre pronti al lancio. Dalla fine della guerra fredda gli arsenali hanno visto una diminuzione delle armi presenti ma con l'avanzare delle tecnologie, gli arsenali sono armati con ordigni ammodernati e quindi più letali rispetto alle loro versioni del passato. Nel 2015 il Bulletin ha spostato le lancette dell'orologio dell'apocalisse parlando di una incombente corsa agli armamenti e alla modernizzazione di questi. Nel 2025 lo spostamento delle lancette è arrivato a 89 secondi dalla mezzanotte, questo rende il 2025 l'anno in cui l'umanità si è avvicinata di più alla guerra nucleare dal 1947.
Un sondaggio condotto tra gli esperti alla Global Catastrophic Risk Conference di Oxford nel luglio del 2008 ha stimato che la probabilità che l'uomo si estingua entro la fine del secolo a causa di una guerra nucleare è pari all'1%, la probabilità che 1 miliardo persone possano morire a causa di armi atomiche è pari al 10%, e la probabilità che ne muoiano 1 milione è pari al 30%. Questi risultati riflettono le opinioni di un gruppo di esperti, piuttosto che un modello probabilistico.
Gli scienziati suggeriscono che anche una guerra nucleare su piccola scala tra due paesi potrebbe avere conseguenze globali devastanti: questi conflitti minori sono più probabili di una guerra nucleare su vasta scala.

## Importanza morale del rischio di estinzione umana
Nel suo libro Reasons and Persons, il filosofo Derek Parfit ha posto la seguente domanda:
Confronta tre risultati:
1. Pace.
2. Una guerra nucleare che uccide il 99% della popolazione mondiale esistente.
3. Una guerra nucleare che uccide il 100%.

 (2) sarebbe peggiore della (1) e (3) sarebbe peggiore di (2). Dove vi è la differenza più grande?
Continua dicendo che: 

## Probabilità di completa estinzione umana

Gli arsenali nucleari di Stati Uniti ed Unione Sovietica / Russia, durante la guerra fredda e l'era post-guerra fredda

Molti studiosi hanno ipotizzato che una guerra termonucleare globale con gli arsenali della guerra fredda o anche con le attuali scorte più piccole, potrebbe portare all'estinzione umana. Questa posizione è stata rafforzata quando l'inverno nucleare è stato concettualizzato e modellato per la prima volta nel 1983. Tuttavia, i modelli dell'ultimo decennio considerano l'estinzione totale molto improbabile e suggeriscono che parti del mondo rimarrebbero abitabili. Tecnicamente il rischio potrebbe non essere zero, poiché gli effetti climatici della guerra nucleare sono incerti e potrebbero teoricamente essere più gravi di quanto suggeriscono i modelli attuali, così come potrebbero teoricamente essere più lievi. Potrebbero esserci anche rischi indiretti, come un collasso sociale a seguito di una guerra nucleare che può rendere l'umanità molto più vulnerabile ad altre minacce esistenziali.
Si è anche ipotizzato che se una futura corsa agli armamenti nucleari un giorno porterà ad arsenali più grandi o armi nucleari più pericolose di quelle che esistevano al culmine della guerra fredda, a che punto la guerra con tali armi potrebbe causare l'estinzione umana? Il fisico Leo Szilard avvertì negli anni 1950 che un deliberato "dispositivo apocalittico" poteva essere costruito circondando potenti bombe all'idrogeno con un'enorme quantità di cobalto. Il cobalto ha un'emivita di cinque anni e la sua ricaduta globale potrebbe, secondo alcuni scienziati, essere in grado di eliminare tutta l'umanità attraverso l'intensità delle radiazioni letali. La motivazione principale per costruire una bomba al cobalto in questo scenario è costo ridotto comparato alle armi degli arsenali delle superpotenze, infatti un tale dispositivo apocalittico non ha bisogno di essere lanciato prima della detonazione e quindi non richiede costosi sistemi di lancio di missili, e le bombe all'idrogeno non devono essere miniaturizzate per essere consegnate tramite missili. Il sistema per attivarlo potrebbe dover essere completamente automatizzato, affinché il deterrente sia efficace.

## Possibili effetti della guerra nucleare
Storicamente, è stato difficile stimare il numero totale di decessi derivanti da uno scambio nucleare globale perché gli scienziati stanno scoprendo continuamente nuovi effetti delle armi nucleari, rivedendo anche i modelli esistenti.
I primi rapporti consideravano gli effetti diretti di esplosioni nucleari e radiazioni e gli effetti indiretti di sconvolgimenti economici, sociali e politici. In un rapporto del 1979 per il Senato degli Stati Uniti, l'Office of Technology Assessment stimava le vittime in diversi scenari. Per uno scambio nucleare su vasta scala tra gli Stati Uniti e l'Unione Sovietica, predissero che negli Stati Uniti dal 35 al 77 percento della popolazione (da 70 milioni a 160 milioni di persone all'epoca) sarebbe morta e in Unione Sovietica le stime sarebbero ammontate a circa il 20-40% della popolazione.
Sebbene questo rapporto fu redatto quando gli arsenali nucleari erano molto più grandi di quanto lo siano oggi, è stato anche redatto prima che il rischio dell'inverno nucleare fosse teorizzato per la prima volta all'inizio degli anni 1980. Inoltre, non ha considerato altri effetti secondari, come gli impulsi elettromagnetici (EMP) e le ramificazioni che avrebbero sulla tecnologia e sull'industria moderne.

### Inverno nucleare
All'inizio degli anni 1980, gli scienziati iniziarono a considerare gli effetti del fumo e della fuliggine derivanti dalla combustione di legno, plastica e combustibili derivati dal petrolio nelle città devastate dal nucleare. È stato ipotizzato che il calore intenso avrebbe portato questi particolati ad altitudini estremamente elevate e rimanere bloccate, bloccando di conseguenza i raggi solari. Uno studio fondamentale del 1983 del cosiddetto team TTAPS è stato il primo a modellare questi effetti e a coniare il termine "inverno nucleare".
Studi più recenti fanno uso di moderni modelli di circolazione globale e di una potenza informatica molto maggiore di quella disponibile per gli studi degli anni ottanta. Uno studio del 2007 ha esaminato le conseguenze di una guerra nucleare globale che coinvolge porzioni da moderate a grandi dell'attuale arsenale globale. Lo studio ha rilevato un raffreddamento di circa 12-20 °C in gran parte delle principali regioni agricole di Stati Uniti, Europa, Russia e Cina e fino a 35 °C in alcune parti della Russia per le prime due stagioni di crescita estive. Inoltre, hanno scoperto che il raffreddamento globale avrebbe causato un indebolimento del ciclo idrologico globale, riducendo le precipitazioni globali di circa il 45%.
Gli autori non hanno discusso in profondità le implicazioni per l'agricoltura, ma hanno notato che in uno studio del 1986 venne ipotizzato cosa sarebbe successo se non vi fosse stata la produzione agricola per un anno, i risultati furono i seguenti: la maggior parte delle persone sul pianeta sarebbe rimasta senza cibo e sarebbe morta di fame.
Oltre alle conclusioni sui conflitti nucleari globali, gli studi hanno dimostrato che anche i conflitti nucleari regionali su piccola scala potrebbero avere un grave effetto sul clima globale per un decennio o più. In uno scenario di conflitto nucleare regionale in cui due nazioni opposte collocate in regioni subtropicali utilizzassero ciascuna 50 armi nucleari delle dimensioni di quella usata a Hiroshima (circa 15 chilotoni ciascuna) sui principali centri abitati, i ricercatori hanno stimato che sarebbero rilasciati fino a cinque milioni di tonnellate di fuliggine, che avrebbe prodotto un raffreddamento di diversi gradi su vaste aree del Nord America e dell'Eurasia, inclusa la maggior parte delle regioni di coltivazione del grano. Il raffreddamento durerebbe anni e, secondo la ricerca, potrebbe essere "catastrofico". Inoltre, l'analisi ha mostrato un calo del 10% delle precipitazioni medie globali, con le maggiori perdite alle basse latitudini dovute al fallimento dei monsoni. Inoltre avrebbe conseguenze anche sullo strato di ozono creando un nuovo buco dell'ozono.

### Carestie in seguito a un conflitto nucleare
È difficile stimare il numero di vittime che deriverebbero dall'inverno nucleare, ma è probabile che la causa principale delle morti sarebbero le enormi carestie globali. In un rapporto del 2013, l'International Physicians for the Prevention of Nuclear War (IPPNW) ha concluso che più di due miliardi di persone, circa un terzo della popolazione mondiale, sarebbero a rischio di fame in caso di uno scambio nucleare regionale tra l'India e Pakistan, o dall'uso anche di una piccola parte delle armi nucleari detenute da Stati Uniti e Russia.

### Impulso elettromagnetico
Un impulso elettromagnetico (EMP) è un'esplosione di radiazioni elettromagnetiche. Le esplosioni nucleari creano un impulso di radiazione elettromagnetica chiamato EMP nucleare o NEMP. È noto che tale interferenza EMP è generalmente dannosa per le apparecchiature elettroniche. Se una singola arma nucleare "progettata per emettere EMP venisse fatta esplodere da 250 a 300 miglia al centro degli Stati Uniti, disabiliterebbe tutti i dispositivi elettronici del paese.
Nel 2013, la Camera dei Rappresentanti degli Stati Uniti ha preso in considerazione la Secure High-voltage Infrastructure for Electricity from Lethal Damage Act che avrebbe fornito protezione contro le sovratensioni per circa 300 grandi trasformatori in tutto il paese. Anche il problema della protezione delle infrastrutture civili dall'impulso elettromagnetico è stato studiato a fondo in tutta l'Unione europea, e in particolare dal Regno Unito. Sebbene siano state prese precauzioni, James Woolsey e la Commissione EMP hanno suggerito che un EMP è la minaccia più significativa per gli Stati Uniti. La più grande minaccia per la sopravvivenza umana all'indomani di un'esplosione EMP sarebbe l'incapacità di accedere a servizi puliti. Per fare un confronto, all'indomani del terremoto di Haiti del 2010, le infrastrutture idriche erano state devastate e nei primi mesi dopo il terremoto avevano provocato almeno 3 333 morti per colera. Allo stesso modo, altri paesi vedrebbero la ricomparsa di malattie precedentemente inesistenti poiché l'acqua pulita diventa sempre più scarsa.

### Fallout nucleare
Il fallout è la ricaduta di polvere radioattiva in seguito ad un'esplosione nucleare. Il fallout è solitamente limitato all'area circostante e può diffondersi solo per centinaia di miglia dal sito dell'esplosione se l'esplosione è sufficientemente alta nell'atmosfera. Ciò non esclude che le polveri tossiche possano essere trasportate dai venti e dalle nuvole in altre zone lontane.
La polvere radioattiva, solitamente costituita da prodotti di fissione mischiati con atomi resistenti che vengono attivati dai neutroni per esposizione, è un tipo altamente pericoloso di contaminazione radioattiva. Il principale rischio di radiazioni da ricaduta è dovuto ai radionuclidi di breve durata esterni al corpo. Sebbene la maggior parte delle particelle trasportate dalla ricaduta nucleare decadano rapidamente, alcune particelle radioattive avranno un'emivita da pochi secondi a pochi mesi. Alcuni isotopi radioattivi, come lo stronzio 90 e il cesio 137, hanno una vita molto lunga e creeranno punti caldi radioattivi fino a 5 anni dopo l'esplosione iniziale. La caduta e la pioggia nera possono contaminare i corsi d'acqua, il suolo e danneggiare l'agricoltura. Il contatto diretto o indiretto con materiali radioattivi può portare ad avvelenamento da radiazioni. Per lunghi periodi di esposizione alle radiazioni, il cancro diventa il principale rischio per la salute. L'esposizione a lungo termine alle radiazioni può anche portare a effetti sullo sviluppo umano nell'utero e danni genetici transgenerazionali.